# Scytalopus argentifrons
El churrín plateado o tapaculo frentiplateado (Scytalopus argentifrons), es una especie de ave paseriforme perteneciente al numeroso género Scytalopus de la familia Rhinocryptidae. Es nativo de América Central.

## Distribución y hábitat
La subespecie nominal se distribuye en las selvas montanas de Costa Rica y oeste de Panamá (Volcán de Chiriquí); la subespecie chiriquensis en el oeste de Panamá en el este de Chiriquí y este de Veraguas.
Habita en el sotobosque de selvas húmedas montanas y crecimientos secundarios adyacentes, especialmente en enmarañados de bambú.
Anda cautelosamente por el suelo en una constante búsqueda de alimento en rincones y grietas.